# روبرت إي. أرمسترونغ
روبرت إي. أرمسترونغ (بالإنجليزية: Robert E. Armstrong) هو سياسي أمريكي، ولد في 24 سبتمبر 1925، وتوفي في 21 أغسطس 2008 في فورت واين في الولايات المتحدة. حزبياً، نشط في الحزب الجمهوري.